# 揭阳楼
揭阳楼位于中国广东省揭阳市，是一栋于2010年12月6日建成的汉族风格的建筑。它是根据水上的荷花主题和岭南的水边城市建造而成的。它计划展示揭阳的深厚历史和城市规划，因此成为了揭阳的地标。现在成为著名的旅游胜地。

## 建筑风格
揭阳楼整体采用汉代建筑风格，融合秦汉元素，楼高38米，共五层，由城台（两层）与楼阁（三层）构成，气势雄伟，被誉为“潮汕第一楼”。其建筑设计以“水上莲花”为主题，主楼四周环水，寓意岭南传统“护城河”与“岭南水城”的自然风貌，呼应揭阳古称“浮水葫芦”“水上莲花”的美名。楼体命名由国学大师饶宗颐亲笔题写，增强了其文化权威性。

## 历史
历史上，揭阳确有古楼。根据《永乐大典》及唐代韩愈、北宋梅尧臣的诗文记载，唐宪宗元和十四年（819年）韩愈曾提及“揭阳楼”，表明唐代中期已有同名建筑。然而，古楼早已湮没于历史，现存揭阳楼为现代重建，由政府与企业共同投资复建，既是对历史记忆的追溯，也是现代城市文化建设的产物。

## 图库

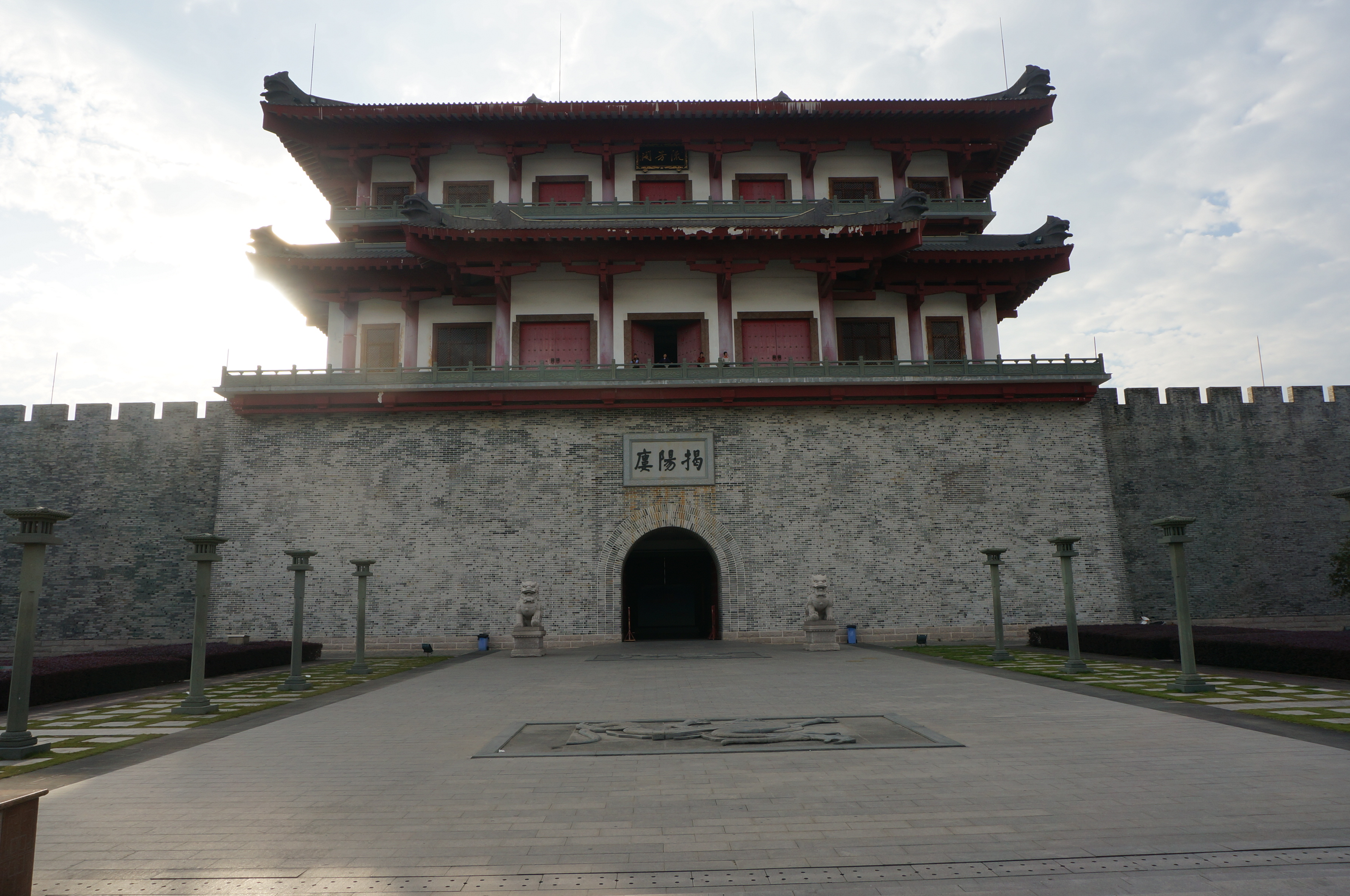
正门
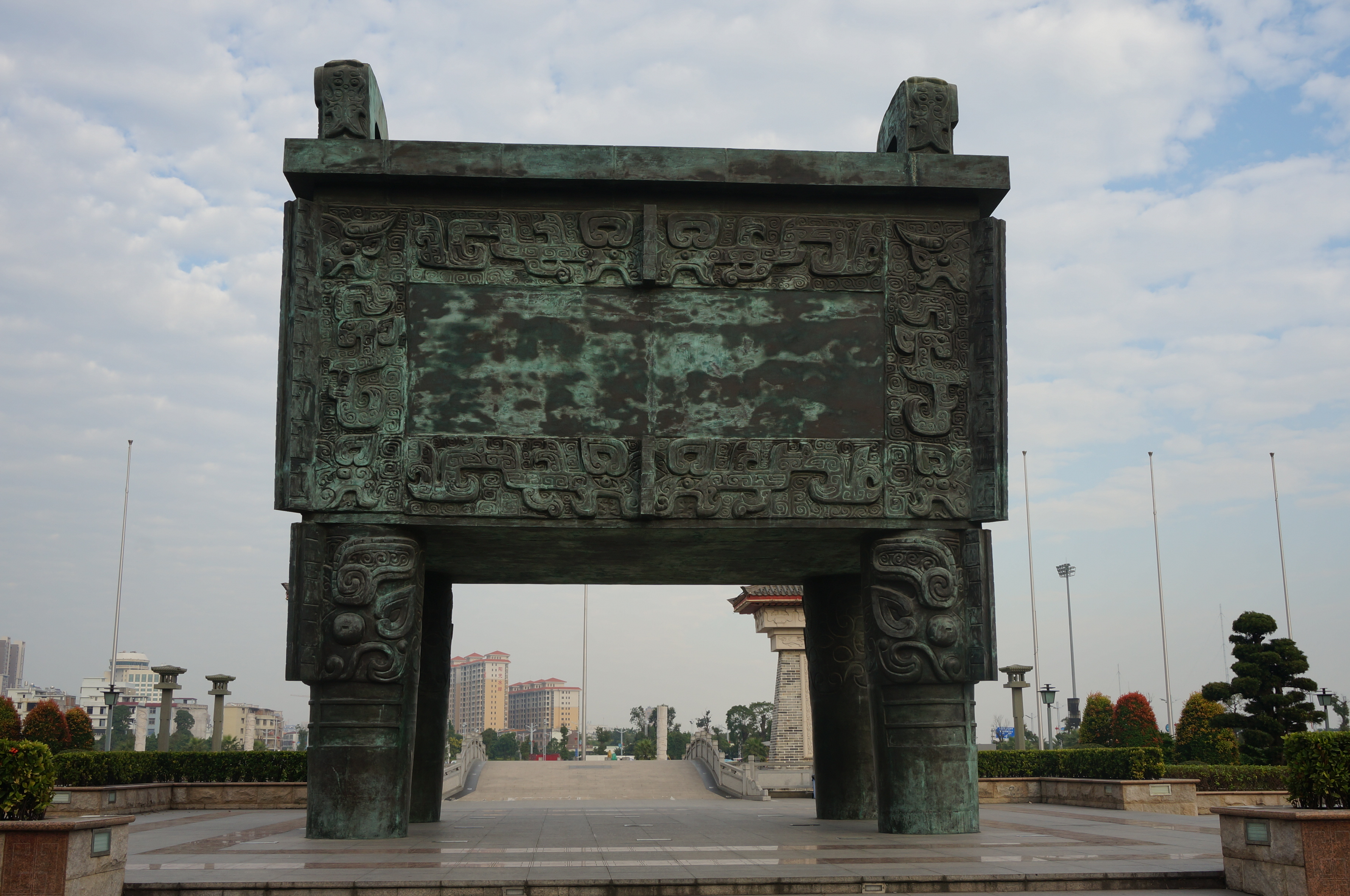
大方鼎
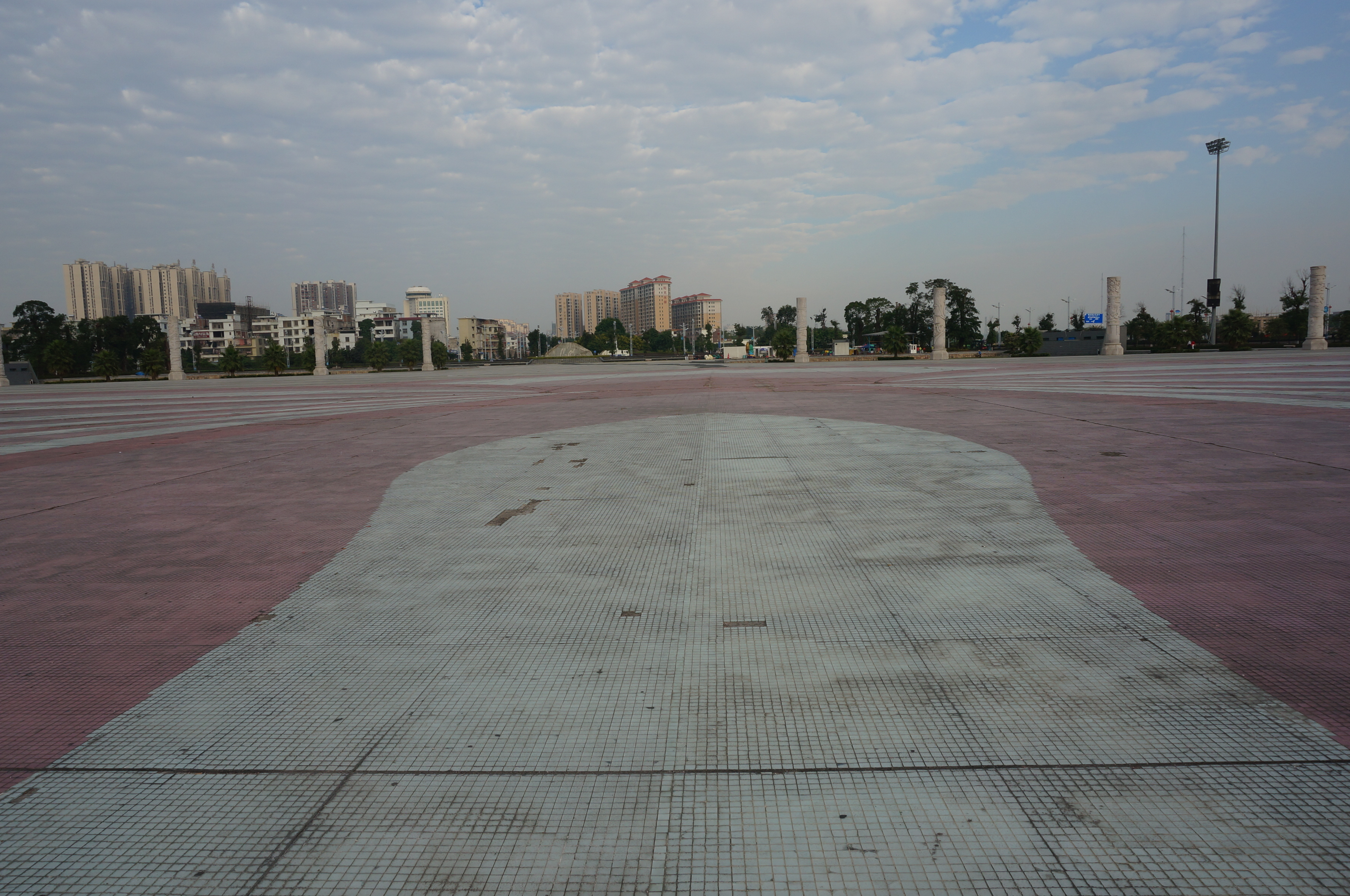
揭阳楼广场
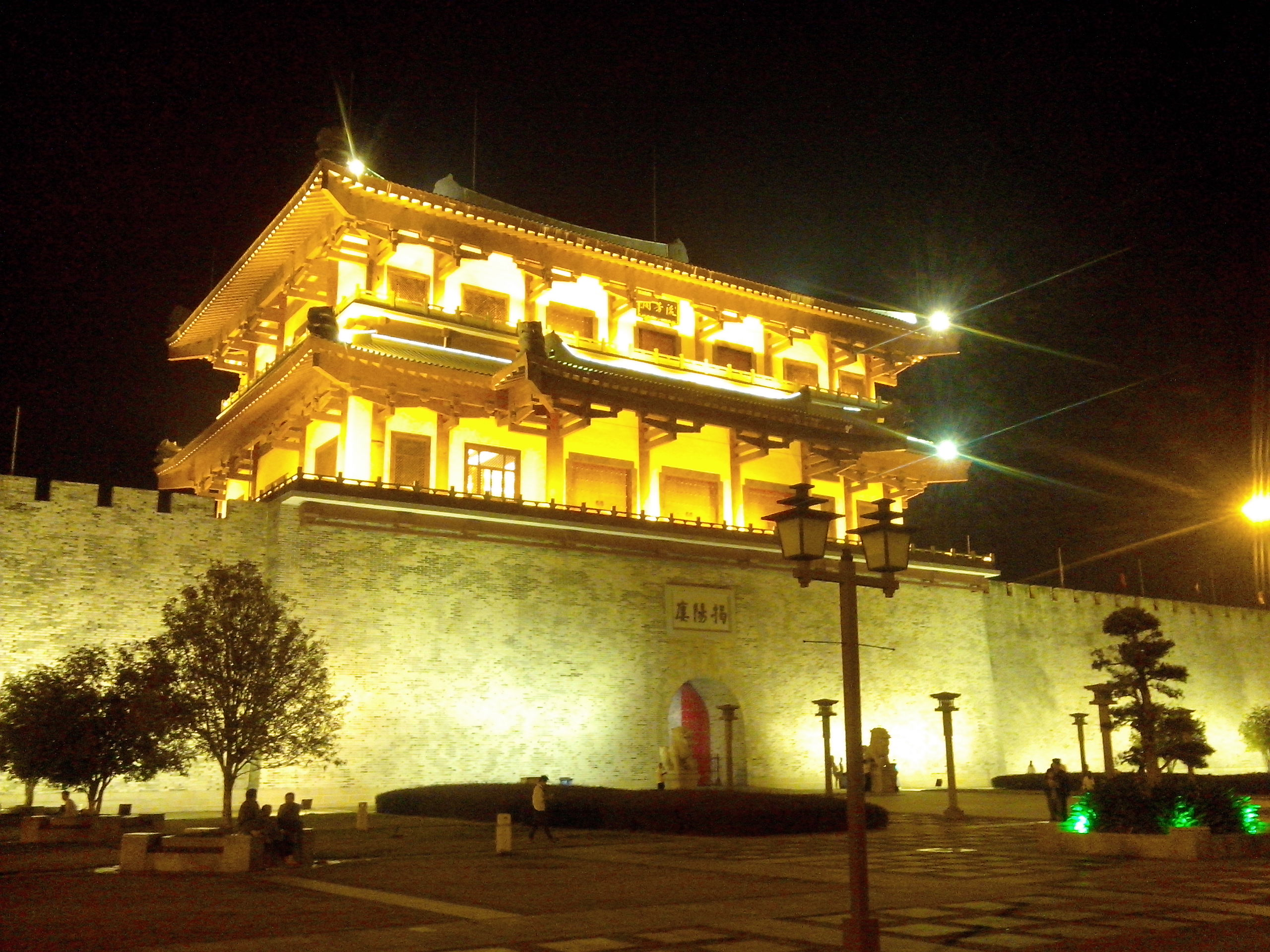
揭阳楼夜景